# Habitatges Pau Casals
Els Habitatges Pau Casals és una obra de les darreres tendències del Palau d'Anglesola (Pla de l'Estany) inclosa a l'Inventari del Patrimoni Arquitectònic de Catalunya.

## Descripció
Edificació lineal de vuit habitatges unifamiliars disposats en filera. Cada habitatge és tipus dúplex i s'estructura en planta baixa més dos pisos superiors i un espai sotacoberta obert a la façana posterior. Es tracta en conjunt d'un volum unitari però la individualització de cada casa s'aconsegueix amb recursos basats en el ritme i la successió: xemeneia, forats de façana, materials, etc. La composició de la façana és per franges horitzontals, diferenciant-se per planta i material. El resultat final és d'ordre i harmonia.